# 米德尔斯堡足球俱乐部
米杜士堡足球會（英語：Middlesbrough Football Club，发音为/ˈmɪdəlzbrə/），是位於英格蘭北約克郡米杜士堡的職業足球俱樂部，於1876年成立，現時於英冠作賽，自1995年起遷入現時主場河畔球場。球隊曾是英超創立時的成員，惟一直是英超與英冠的升降機，曾經四度從英超降班。球隊最近一次升班為2015-16球季，當時取得英冠亞軍，返回缺席七年的英超作賽，但可惜只在英超比賽一屆就護級失敗降回英冠，至現在仍未能重返英超。

## 球會歷史

### 球會誕生（1876-1902）
米杜士堡足球會是由一群米德尔斯堡木球俱乐部的會員在1876年所建立。足球是作為木球員在冬天休季時保持狀態的運動，由木球會組織的足球俱乐部在當時十分普遍。
1889年部份會員脫離足球俱乐部成立一支名為米杜士堡艾仁路波里斯（Middlesbrough Ironopolis）的職業球隊，米杜士堡亦一度轉為職業，但在1892年恢復業餘身份。
1893年米杜士堡取得北部聯賽（Northern League）冠軍。1895年更贏取北部聯賽及業餘杯（Amateur Cup）雙料冠軍。1897年再奪北部聯賽冠軍。1898年第二次獲得業餘杯冠軍。
最終在1899年5月19日正式加入足球聯盟，參加乙組聯賽。1902年米杜士堡全季只失24球（球會紀錄）獲升甲組。

### 早年歲月（1903-二次大戰）

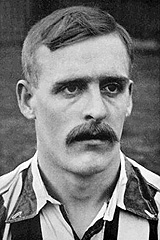
阿爾夫·甘文

1905年米杜士堡以1,000英鎊簽入中鋒阿爾夫·甘文（Alf Common），成為首個四位數字的轉會費。1914年取得甲組歷來最佳成績—季軍。
1924年不幸降級乙組。1927年在新領隊彼得·麥威廉（Peter McWilliam）帶領下奪得乙組冠軍，佐治·甘素爾（George Camsell）射入59球成乙組射球記錄，全隊共入122球，回升甲組。此後米杜士堡不斷在甲乙組之間浮沉。

### 浮浮沉沉（1945-1993）
1949年米杜士堡以首個五位數字轉會費從紐卡素買入安迪·當奴臣（Andy Donaldson），再創新記錄。
從1954年起米杜士堡開始沈淪，首先降落乙組，結束25年的甲組生涯，更於1966年首次降級丙組。同年米杜士堡的主場艾雅蘇美公園球場（Ayresome Park）成為英格蘭世界杯決賽週分組賽球場之一，舉行包括蘇聯、義大利、北韓及智利的D組賽事。幸好在翌年丙組最後一輪比賽以4-1打敗牛津聯，得以回升乙組。
1974年，前英格蘭國腳，世界盃冠軍成員之一積奇·查爾頓（Jack Charlton）接任領隊，首季即以破記錄的65分奪得乙組聯賽冠軍，重回甲組。1976年米杜士堡贏得英蘇盃（Anglo-Scottish Cup），但於聯賽盃以兩回合累計1-4被曼城在四強淘汰出局。隨著1977年足總盃八強以0-2負於利物浦後，查爾頓辭職，由約翰·尼路（John Neal）接手。
1979年大衛·米路士（David Mills）以破記錄的50萬英鎊轉會西布朗。1982年米杜士堡再次降級乙組。1980年代開始，米杜士堡遇上財政危機，1986年布魯士·李奧治（Bruce Rioch）接任領隊，但球隊在最後一輪比賽輸給梳士貝利（Shrewsbury）而需降級丙組，同年7月因龐大的債務更遭清盤的命運，最終得到一個包括本地提塞德（Teesside）商人史提夫·吉布森（Steve Gibson）在內的財團注資，球隊終於渡過難關。吉布森是米杜士堡的長期球迷及一家名為布克荷爾（Bulkhaul Limited）的運輸公司創辦人。
1986年李奧治起用大批本地有潛質的新人，成功帶隊升上乙組，當時的新星有東尼·莫比利（Tony Mowbray）、加利·巴里斯達（Gary Pallister）、史超活·納利（Stuart Ripley）以及哥連·谷巴（Colin Cooper）等。米杜士堡於接著的1987/88年球季在附加賽中先後擊敗巴拉福特（Bradford City）及車路士，再次升上甲組。
成功並不持久，一季後米杜士堡又再次降班，巴里斯達以230萬英鎊破英格蘭轉會費紀錄加盟曼聯。不久李奧治被撤職而由助手哥連·鐸（Colin Todd）補上，在1990年帶領球隊殺入ZDS杯（Zenith Data Systems Cup）決賽，首次踏足溫布萊作賽，但以0-1敗於車路士屈居亞軍。次年哥連·鐸因在附加賽首輪落敗而引咎辭職。羅利·勞倫斯（Lennie Lawrence）接任領隊，在他兩年任期內，於1992/93年球季升上超級聯賽成為創季成員之一，但他們在英超首年即告降班。他亦引咎辭職

### 吉布森與笠臣（1994-2000）
在1994/95年球季，吉布森成為米杜士堡主席，委任當時曼聯的「神奇隊長」白賴仁·笠臣為領隊兼球員，米杜士堡在1995年以甲組冠軍身份重返超級聯賽。同年正式遷入新落成3萬座位的河畔球場，為米杜士堡球會揭開新的一頁。主席吉布森大灑金錢，先後以破球會紀錄轉會費525萬英鎊羅致英格蘭國腳及從巴西聖保羅收購，陣容之強足以與頂級強隊一較高下，在首季以13名完成整季賽事。
1996/97年球季可說是米杜士堡大起大落的球季，季前先後有艾馬臣、及碧克等人加盟，但班比在10月以575萬英鎊改投愛華頓。但因傷病問題及賽程過密，不單令米杜士堡在兩場杯賽決賽落敗，聯賽盃決賽重賽加時後以0-1負於莱斯特城及足總盃決賽以0-2負於車路士，聯賽最終更以第19位降落甲組，球星四散，拉雲拿利轉會馬賽，艾馬臣轉會西班牙特內里費，而祖連奴則以1,200萬英鎊破球會轉會費紀錄加盟馬德里體育會。
1998年在甲組作賽期間，笠臣意識到球隊需要一些富經驗的球員，故先後收購保羅·麥臣（Paul Merson）、安迪·唐辛（Andy Townsend）及加斯居尼（Paul Gascoigne）等。米杜士堡再晉聯賽盃決賽，再次在加時下負車路士0-2，連續在三次盃賽決賽失利。幸好聯賽在最後一輪比賽中主場以4-1擊敗牛津聯，以甲組第二名資格迅速重返英超。河畔球場擴建至可容35,000人。
1999年米杜士堡重返英超後，以第九名完成球季。同年球會位於達靈頓（Darlington）附近樂利夫公園（Rockliffe Park）造價達700萬鎊的訓練場館揭幕。2000年米杜士堡一度陷於降級危機，幸得前英格蘭國家隊領隊泰利·雲拿保斯（Terry Venables）拔刀相助，成功協助笠臣保著英超席位。

### 麥卡倫時代（2001年-2006年）

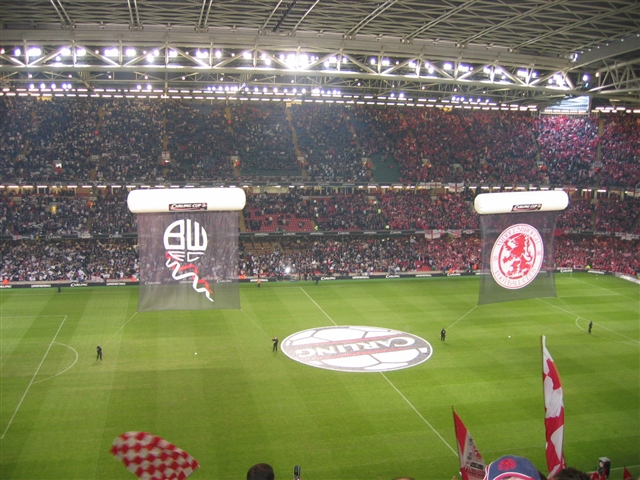
2004年聯賽杯決賽

米杜士堡成績始終有欠穩定，2001年吉布森找到曼聯的副領隊麥卡倫接替笠臣的職務，首先從阿士東維拉用6百萬鎊購得修夫基（Gareth Southgate）。成績穩步上揚，麥卡倫不斷招兵買馬，先後有馬卡朗尼（Massimo Maccarone）、保定（George Boateng）、基祖（Franck Queudrue）及謝列美（Geremi）加盟，而祖連奴亦從馬德里體育會回窠，在2003/04年再加入文迪達（Gaizka Mendieta）、 辛頓（Bolo Zenden）及米斯（Danny Mills）。麥卡倫終於帶領球隊於2004年2月29日在千禧球場（Millennium Stadium）聯賽杯決賽以2比1擊敗保頓，拿下球會128年歷史上首項錦標。
2004年夏季麥卡倫再增強實力以應付歐洲足協杯的挑戰，簽入列斯加（Michael Reiziger）、維度卡（Mark Viduka）、哈索賓基（Jimmy Floyd Hasselbaink）及柏奴亞（Ray Parlour）。米杜士堡在歐洲足協杯外圍賽兩回合合計4-1淘汰捷克的俄斯特拉發班尼克（Banik Ostrava）而進入分組賽，最終達到八強才被淘汰。
2006年，麥卡倫帶領米杜士堡再次挑戰歐洲足協盃，並創下球會史上歐洲賽最佳成績，先後淘汰羅馬、巴素利及布加勒斯特星隊等強敵，打入決賽，最後以0-4敗給西班牙球隊西維爾腳下，奪得亞軍。

### 修夫基時代及降落英冠（2006年 -- 2016年）
2005/06年度球季結束後，麥卡倫被任命為英格蘭國家足球隊領隊，離開任教五年的米杜士堡。米杜士堡委任當時還是米杜士堡球員身份，年僅35歲的修夫基為新領隊。
修夫基首兩季帶領的米杜士堡以英超中游位置完成球季，取不到任何國內錦標及參予歐洲賽的資格。至2008/09年球季，米杜士堡只取得倒數第二名，結果結束了連續十一年的英超生涯，於2009/10球季降落英冠作賽。領隊修夫基也在2009年10月被辭退，由哥頓·史特根繼任領隊一職，但米杜士堡在他領軍後成績不升反跌，最後在2009/10球季錯失返回英超機會，至2010/11年球季，米杜士堡一度位列英冠第二十名，結果史特根被辭退，改由東尼‧莫比利擔任領隊一職。在莫比利的帶領下，米杜士堡之後三個球季成功保留在英冠的席位，但仍未能取後重返英超機會。2013年10月，米杜士堡因成績不濟，領隊莫比利離職，由前皇家馬德里的助教西班牙人艾托·卡蘭卡接任領隊一職，他也是米杜士堡歷史上首名外籍領隊。
2014/15年度球季，米杜士堡一直保持在英冠聯賽的前列位置，本來十分有機會取得升班資格返回英超，但在倒數第二周的聯賽以3-4不敵富咸，令米杜士堡失掉直接升班資格，須轉戰升班附加賽。米杜士堡雖打入附加賽決賽，卻以0-2敗給諾域治，失落返回英超機會。
2015/16年度球季，米杜士堡持續去屆的走勢，一直保持在英冠聯賽的前列位置，但直到最後一輪聯賽，以1-1打和爭逐升班席位的主要對手白禮頓，最終以較佳得失球差壓倒對方，取得英冠第二名，來屆返回英超作賽。

### 返回英超及再次降班 (2016年-- )
2016/17年度球季，米杜士堡闊別七年後重返英超作賽，但表現一般，完成首循環19場聯賽僅排聯賽榜16位，備受降班威脅。踏入2017年，米杜士堡攻力疲弱的情況更加嚴重，入球為廿支英超球隊中最少，以至在次循環聯賽只有打敗榜末球隊新特蘭一場勝仗。米杜士堡在2017年3月初跌入降班區，雖然球會在3月中旬解僱帶領球隊升班的領隊艾托·卡蘭卡，但仍未能令球隊出現起色。2017年5月8日，米杜士堡在第36輪聯賽作客以0-3不敵應屆冠軍車路士，宣告護級失敗，來季再次降到英冠作賽。
2017/18年度球季，米杜士堡取得英冠第五名，得到升班附加賽資格，但在附加賽準決賽不敵阿士東維拉，失去重返英超機會。2018/19年度球季，米杜士堡以一分之差落後英冠第六名球隊打比郡，只得聯賽第七名，喪失參加英冠升班附加賽資格，來季繼續在英冠作賽。此後兩季米杜士堡只取得英冠中游位置，未能取得升班機會。2022/23球季，米杜士堡取得英冠第四位，再次取得升班附加賽資格，但米杜士堡在附加賽準決賽不敵高雲地利，再次失去重返英超機會。

## 大事紀年
| 年 份   | 事 項 |
| ------- | --- |
| 1889–90 | 北部聯賽（Northern League）創始成員 |
| 1890-91 | 北部聯賽亞軍 |
| 1891-92 | 北部聯賽亞軍 |
| 1893-94 | 北部聯賽冠軍 |
| 1894-95 | 北部聯賽冠軍（第二次）；決賽2-1擊敗查特豪斯公學舊生（Old Carthusians），足總業餘盃冠軍                                                                                         |
| 1896-97 | 北部聯賽冠軍（第三次） |
| 1897-98 | 北部聯賽亞軍；決賽2-0擊敗阿克斯橋（Uxbridge），足總業餘盃冠軍（第二次） |
| 1899-00 | 加入足球聯賽乙組聯賽 |
| 1901-02 | 乙組聯賽亞軍，升班甲組聯賽 |
| 1923-24 | 甲組聯賽排第廿二位，降班乙組聯賽 |
| 1926-27 | 乙組聯賽冠軍，升班甲組聯賽 |
| 1928    | 甲組聯賽排第廿二位，降班乙組聯賽 |
| 1928-29 | 乙組聯賽冠軍（第二次），升班甲組聯賽 |
| 1939-40 | 因二戰爆發，足球聯賽暫停 |
| 1954    | 甲組聯賽排第廿一位，降班乙組聯賽 |
| 1966    | 乙組聯賽排第廿一位，降班丙組聯賽 |
| 1966-67 | 丙組聯賽亞軍，升班乙組聯賽 |
| 1973-74 | 乙組聯賽冠軍（第三次），升班甲組聯賽 |
| 1975-76 | 晉級聯賽盃四強；決賽兩回合累計1-0擊敗，英蘇盃冠軍 |
| 1982    | 甲組聯賽排第廿二位，降班乙組聯賽 |
| 1986    | 乙組聯賽排第廿一位，降班丙組聯賽 |
| 1986-87 | 丙組聯賽亞軍，升班乙組聯賽 |
| 1987-88 | 乙組聯賽排第三位，附加賽準決賽兩回合累計3-2淘汰，決賽兩回合累計2-1擊敗，升班甲組聯賽                                                                                           |
| 1989    | 甲組聯賽排第十八位，降班乙組聯賽 |
| 1990-91 | 乙組聯賽排第七位，附加賽準決賽兩回合累計1-2負於 |
| 1991-92 | 乙組聯賽亞軍，升班甲組聯賽；甲組聯賽重組成為英超聯賽；聯賽盃晉身四強 |
| 1992-93 | 英超聯賽創始成員；英超聯賽排第廿一位，降班甲組〈II〉聯賽 |
| 1994-95 | 甲組〈II〉聯賽冠軍，升班英超 |
| 1996-97 | 因隊中爆發流感，以未能派出足夠球員參賽而取消對的賽事，被罰扣減3分，亦因此而致排第十九位，降班甲組〈II〉聯賽；決賽1-1，重賽1-2負於莱斯特城，聯賽盃亞軍；決賽0-2負於，足總盃亞軍 |
| 1997-98 | 甲組〈II〉聯賽亞軍，升班英超聯賽；決賽0-2負於，聯賽盃亞軍 |
| 2001-02 | 足總盃晉身四強 |
| 2003-04 | 決賽2-1擊敗，聯賽盃冠軍 |
| 2005-06 | 決賽0-4負於西維爾，歐洲足協盃亞軍；足總盃晉身四強 |
| 2009    | 英超聯賽排第十九位，降班英冠聯賽 |
| 2014-15 | 英冠聯賽排第四位，附加賽準決賽兩回合累計5-1淘汰，温布萊決賽0-2負於诺里奇城 |
| 2015-16 | 英冠聯賽亞軍，升班英超 |
| 2016-17 | 英超聯賽排第十九位，降班英冠聯賽 |
| 2017-18 | 英冠聯賽排第五位，附加賽準決賽兩回合累計0-1負於阿士東維拉 |
| 2022-23 | 英冠聯賽排第四位，附加賽準決賽兩回合累計0-1負於高雲地利 |

## 球會近況

### 盃賽成績
| 圈數     | 日期           | 主／客   | 對賽球隊   | 紀錄     |
| 聯 賽 盃 | 聯 賽 盃       | 聯 賽 盃 | 聯 賽 盃   | 聯 賽 盃 |
| -------- | -------------- | -------- | ---------- | -------- |
| 第一圈   | 2023年8月8日   | 客       | 哈特斯菲   | 勝 3 - 2 |
| 第二圈   | 2023年8月29日  | 客       | 保頓       | 勝 3 - 1 |
| 第三圈   | 2023年9月26日  | 客       | 巴拉福特   | 勝 2 - 0 |
| 第四圈   | 2023年10月31日 | 客       | 埃克塞特   | 勝 3 - 2 |
| 八強     | 2023年12月19日 | 客       | 維爾港     |          |
| 足 總 盃 |                |          |            |          |
| 第三圈   | 2024年1月6日   | 主       | 阿士東維拉 |          |

## 主場球場

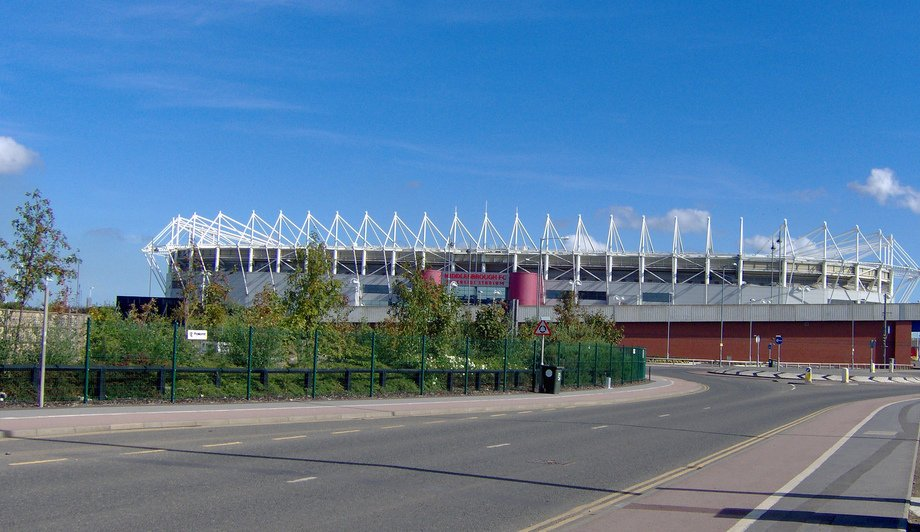
河畔球場

河畔球場（Riverside Stadium）是位於英格蘭北约克郡米德爾斯堡的足球運動場，自1995年揭幕以來一直是米德尔斯堡的主場球場。球場現時容量為全坐席34,988人，已獲批准其預訂計畫在需要時擴建到可容42,000名觀眾。河畔球場是首個按照「泰萊報告書」（Taylor Report）計畫及興建的球場，亦是第二次世界大戰後在英格蘭興建最大的新運動場。
在「泰萊報告書」發表後，球會當時的主場艾雅蘇美公園球場（Ayresome Park）因位處民居而不能作進一步擴展，如改建為全坐席只可以容納20,000人，因而需要另覓地點興建新球場，最終獲得蒂斯河畔現址，僅用32週及1,600萬英鎊建成30,000座新球場，球場名稱由球迷透過選舉挑選，初時因獲得300萬英鎊冠名贊助而稱為「Cellnet河畔球場」，其後改為「BT Cellnet河畔球場」，於2001/02年球季結束贊助而正名「河畔球場」。1995年8月26日揭幕戰對車路士，吸引14年來最高的28,286名觀眾入場，米德尔斯堡以2-0獲勝，克拉格·海格奈特（Craig Hignett）成為首名入球的球員。
2005年球會將艾雅蘇美公園球場的大閘在河畔球場外重新豎立，當年球會被清盤時這度大閘曾被鎖上，現在作為河畔球場的新入口作為紀念。2008年球場獲准建立一座125米高的風力發動機，可產生3兆瓦特的電力，除自用外尚可將剩餘電量售給英國國家電力供應公司（National Grid）。

## 球會榮譽
| 榮譽                        | 次數        | 年度                              |
| 聯 賽 比 賽                 | 聯 賽 比 賽 | 聯 賽 比 賽                       |
| --------------------------- | ----------- | --------------------------------- |
| 冠軍聯賽〈I〉 亞軍          | 1           | 2015-16年。                       |
| 甲組聯賽〈II〉 冠軍         | 1           | 1994-95年。                       |
| 甲組聯賽〈II〉 亞軍         | 1           | 1997-98年。                       |
| 乙組聯賽〈II〉 冠軍         | 3           | 1926-27年, 1928-29年, 1973-74年。 |
| 乙組聯賽〈II〉 亞軍         | 2           | 1901-02年, 1991-92年。            |
| 丙組聯賽〈III〉 亞軍        | 2           | 1966-67年, 1986-87年。            |
| 杯 賽 比 賽                 |             |                                   |
| 足總杯 亞軍                 | 1           | 1997年。                          |
| 足总青年杯 冠軍             | 1           | 2004年                            |
| 聯賽杯 冠軍                 | 1           | 2004年。                          |
| 聯賽杯 亞軍                 | 2           | 1997年, 1998年。                  |
| 英蘇盃 冠軍                 | 1           | 1976年。                          |
| 足總業餘杯 冠軍             | 2           | 1895年, 1898年。                  |
| 歐 洲 賽 事(決賽比數及對手) |             |                                   |
| 歐洲足協盃 亞軍             | 1           | 2005-06年 0-4 對西班牙西維爾      |

## 球員名單（2023/24）
更新日期：2017年2月3日 (五) 07:57 (UTC) 
粗體字為新加盟球員 

### 目前效力
| 編號           | 國籍     | 球員名字                                | 位置        | 出生日期       | 加盟年份 | 前屬球會   | 身價     |
| 門 將          | 門 將    | 門 將                                   | 門 將       | 門 將          | 門 將    | 門 將      | 門 將    |
| -------------- | -------- | --------------------------------------- | ----------- | -------------- | -------- | ---------- | -------- |
| 1              | 塞内加尔 | 辛尼·迪安（Seny Dieng）                 | 門將        | 1994年11月23日 | 2023     | 昆士柏流浪 | 無透露   |
| 23             | 澳大利亚 | 湯·高華（Tom Glover）                   | 門將        | 1997年12月24日 | 2023     | 墨爾本城   | 自由轉會 |
| 32             | 英格兰   | （Jamie Jones）                         | 門將        | 1989年2月18日  | 2023     | 韋根       | 自由轉會 |
| 後 衛          |          |                                         |             |                |          |            |          |
| 2              | 英格兰   | 湯美·史密夫（Tommy Smith）              | 右閘/中堅   | 1992年4月14日  | 2022     | 史篤城     | 自由轉會 |
| 3              | 荷兰     | 拉夫·雲丹貝治（Rav van den Berg）       | 中堅/右閘   | 2004年7月7日   | 2023     | 施禾利     | 無透露   |
| 5              | 英格兰   | 馬特·奇勒（Matt Clarke）                | 中堅        | 1996年9月22日  | 2022     | 白禮頓     | 無透露   |
| 6              | 英格兰   | （Dael Fry）                            | 中堅        | 1997年8月30日  | 2014     | 青年軍     | --       |
| 15             | 蘇利南   | 安芬尼·迪克史迪爾（Anfernee Dijksteel） | 右閘/中堅   | 1996年10月27日 | 2019     | 查爾頓     | 無透露   |
| 17             | 北爱尔兰 | （Paddy McNair）                        | 中堅/防中   | 1995年4月27日  | 2018     | 新特蘭     | 無透露1  |
| 22             | 英格兰   | 希頓·高爾臣（Hayden Coulson）           | 左閘/左翼衛 | 1998年6月17日  | 2016     | 青年軍     | --       |
| 24             | 塞拉利昂 | 阿歷士·賓古拉（Alex Bangura）           | 左閘/左翼   | 1999年7月13日  | 2023     | 甘堡爾     | 無透露   |
| 26             | 爱尔兰   | （Darragh Lenihan）                     | 中堅        | 1994年3月16日  | 2023     | 布力般流浪 | 自由轉會 |
| 27             | 丹麦     | 盧卡斯·恩格爾（Lukas Engel）            | 左閘/左翼   | 1998年12月14日 | 2023     | 錫爾克堡   | 無透露   |
| 中 場 ／ 翼 鋒 |          |                                         |             |                |          |            |          |
| 16             | 英格兰   | （Jonny Howson）                        | 防中/中場   | 1988年5月21日  | 2017     | 諾域治     | 無透露   |
| 前 鋒          |          |                                         |             |                |          |            |          |

^  注解1： 據報高於500萬鎊。

### 借用球員
| 編號 | 國籍 | 球員名字 | 位置 | 出生日期 | 加盟年份 | 借用球會 | 借用年期 |
| ---- | ---- | -------- | ---- | -------- | -------- | -------- | -------- |

### 外借球員
| 編號 | 國籍 | 球員名字 | 位置 | 出生日期 | 加盟年份 | 外借球會 | 外借年期 |
| ---- | ---- | -------- | ---- | -------- | -------- | -------- | -------- |

### 離隊球員
| 編號             | 國籍             | 球員名字         | 位置             | 出生日期         | 加盟年份         | 加盟球會         | 身價             |
| 2023年夏季轉會窗 | 2023年夏季轉會窗 | 2023年夏季轉會窗 | 2023年夏季轉會窗 | 2023年夏季轉會窗 | 2023年夏季轉會窗 | 2023年夏季轉會窗 | 2023年夏季轉會窗 |
| ---------------- | ---------------- | ---------------- | ---------------- | ---------------- | ---------------- | ---------------- | ---------------- |
| 借 用 歸 還      |                  |                  |                  |                  |                  |                  |                  |

## 著名球員
- 恩斯（Paul Ince）
- 拉雲拿利（Fabrizio Ravanelli）
- 巴里斯達（Gary Pallister）
- 白賴仁·笠臣（Bryan Robson）
- 班比（Nick Barmby）
- 加斯居尼（Paul Gascoigne）
- （Adam Johnson）
- （Tuncay Şanlı）
- （Juninho Paulista ）
- 史拉雲（Bernie Slaven）
- 哥洛夫（Brian Clough）
- 唐寧（Stewart Downing）
- （Lee Cattermole）
- （Jonathan Woodgate）
- （Afonso Alves）
- （Gaizka Mendieta）
- （Fabio Rochemback）
- （Mark Schwarzer）
- 喬治·（George Boateng）
- （Luke Young）
- （Gareth Southgate）
- （Robert Huth）
- （Emanuel Pogatetz）
- （Ahmed Hossam Mido）